# Ekaterina Gnidenko
Ekaterina Gnidenko, née le 11 décembre 1992 à Toula, est une coureuse cycliste russe. Spécialiste des épreuves de vitesse et de keirin sur piste, elle a notamment été championne du monde de la vitesse par équipes et du keirin en 2010 en catégorie juniors. Lors de ces championnats du monde, elle a battu deux fois le record du monde de la vitesse par équipes avec Anastasiia Voinova : une première fois en qualification en 35 s 100, puis en finale en 35 s 029.

## Biographie
En 2009, Ekaterina Gnidenko remporte trois médailles aux mondiaux sur piste juniors (17/18 ans) à Moscou. Elle est deuxième du keirin et du tournoi de vitesse et troisième de la vitesse par équipes avec Olga Hudenko. Elle obtient cette année-là, son premier titre international en devenant championne d'Europe de keirin. En 2010, toujours chez les juniors, elle est double championne d'Europe à Saint-Pétersbourg en vitesse individuelle et par équipes  et troisième du 500 mètres contre-la-montre. Cette même année, elle réalise à Montichiari avec Anastasiia Voinova en 35 s 029 un nouveau record du monde junior en vitesse par équipes. Elle est également championne du monde du keirin juniors. 
En 2011, elle passe dans la catégorie espoirs (moins de 23 ans). Elle s'illustre aux championnats d'Europe espoirs en ajoutant deux nouvelles médailles : argent en vitesse par équipes et bronze en keirin.
Lors des championnats du monde 2012 à Melbourne, Gnidenko est vice-championne du monde du keirin derrière Anna Meares. Il s'agit de sa première médaille avec les élites. Elle participe à ses premiers Jeux olympiques en août 2012. En octobre 2012, lors des championnats d'Europe sur piste, elle est deuxième du keirin. En 2015 à Granges, en Suisse, elle est médaillée de bronze du keirin.
En juin 2016, il est annoncé que Gnidenko est suspendue en raison d'un contrôle positif aux stéroïdes lors des Jeux olympiques de 2012 à Londres. Elle est provisoirement suspendue de compétition par l'UCI. Elle pourrait perdre sa médaille d'argent remportée en keirin après les Jeux olympiques, lors du championnat d'Europe 2012. Un peu plus tard, l'échantillon B est également positif. Dans les essais ultérieurs sur des échantillons des Jeux de 2012, sur un total de 32 athlètes, Gnidenko était la seule cycliste concernée. Le 13 septembre 2016, elle est officiellement disqualifiée de toutes les épreuves auxquelles elle a participé à l’occasion des Jeux olympiques de Londres 2012. Elle fait appel de la décision de la Cour d'arbitrage du sport, mais le tribunal suisse rejette ses arguments en juillet 2018. Sa suspension de deux ans est finalement reconnue, même si elle expirait le 1er juin 2018.
Quelques semaines après la fin de la suspension, elle participe aux championnats de Russie, où elle prend la troisième place du tournoi de vitesse et la deuxième place en vitesse par équipes.

## Palmarès

### Jeux olympiques
- Londres 2012
  - 8e du keirin[5]
  - 18e de la vitesse individuelle[5]

### Championnats du monde
- Moscou 2009
  -  Médaillée d'argent du keirin juniors
  -  Médaillée d'argent de la vitesse individuelle juniors
  -  Médaillée de bronze de la vitesse par équipes juniors
- Montichiari 2010
  -  Championne du monde du keirin juniors
  -  Championne du monde de la vitesse par équipes juniors
  -  Médaillée d'argent de la vitesse individuelle juniors
- Melbourne 2012
  -  Médaillée d'argent du keirin
- Minsk 2013
  - 8e du keirin
- Cali 2014
  - 13e du keirin[7].
- Saint-Quentin-en-Yvelines 2015
  - 21e du keirin
- Londres 2016
  - 11e du 500 mètres
  - 13e du keirin[8]

### Coupe du monde
- 2011-2012
  - 3e du keirin à Astana
- 2012-2013
  - 2e du keirin à Glasgow
- 2013-2014
  - 2e de la vitesse par équipes à Aguascalientes
- 2014-2015
  - 3e de la vitesse par équipes à Londres
- 2014-2015
  - 1re de la vitesse par équipes à Cali (avec Daria Shmeleva)
- 2015-2016
  - 3e du keirin à Cali
- 2019-2020
  - 2e de la vitesse par équipes à Minsk

### Coupe des nations
- 2021
  - 2e de la vitesse par équipes à Saint-Pétersbourg

### Championnats d'Europe
| Épreuve / Édition                | 500 mètres | Keirin | Vitesse individuelle | Vitesse par équipes          |
| Minsk 2009 (juniors)             |            | Or     | Bronze               |                              |
| Saint-Pétersbourg 2010 (juniors) | Bronze     |        | Or                   | Or (avec Anastasiia Voinova) |
| Anadia 2011 (espoirs)            |            | Bronze |                      | Argent                       |
| Panevėžys 2012                   |            | Argent |                      |                              |
| Anadia 2013 (espoirs)            |            |        |                      | Argent                       |
| Granges 2015                     |            | Bronze |                      |                              |